# Comté de Franklin (Pennsylvanie)
Pour les articles homonymes, voir Comté de Franklin.
Le comté de Franklin est un comté américain de l'État de Pennsylvanie. Au recensement de 2020, le comté compte 155 932 habitants. Il a été créé le 9 septembre 1784, à partir du comté de Cumberland et tire son nom de Benjamin Franklin. Le siège du comté se situe à Chambersburg. Une grande partie de ce comté se trouve dans la vallée de Cumberland.

## Démographie
| Groupe            | Comté de Franklin | Pennsylvanie | États-Unis |
| ----------------- | ----------------- | ------------ | ---------- |
| Blancs            | 85                | 73,5         | 58         |
| Latino-Américains | 7                 | 8,1          | 19         |
| Afro-Américains   | 3,2               | 10,5         | 12,1       |
| Asiatiques        | 1                 | 3,4          | 6,2        |
| Métis             | 3,4               | 3,3          | 4,1        |
| Autres            | 0,3               | 0,4          | 0,5        |
| Amérindiens       | 0,1               | 0,1          | 0,9        |
| Océano-américains | 0,03              | 0,02         | 0,2        |
| Total             | 100               | 100          | 100        |